# Lada Priora
El Lada Priora/VAZ-2170 es un automóvil económico, cuya producción es llevada a cabo por el fabricante automotríz ruso AvtoVAZ desde el mes de marzo del año 2007 para Rusia . Se cree que es una versión altamente modificada del Lada 110, pero sus diseñadores afirman que es un vehículo totalmente nuevo, con apenas un 3% de partes comunes entre éste y su predecesor[cita requerida]. Su fabricación se lleva a cabo en las plantas de AvtoVAZ en la ciudad de Tolyatti en Rusia.

## Estilos de carrocería
- VAZ-2170: modelo sedán (es la base de la línea, y es producido desde marzo de 2007);
- VAZ-2171 Universal: modelo station wagon (es producido desde marzo de 2009);
- VAZ-2172: Hatchback de cinco puertas es producido desde marzo de 2008);
- VAZ-2172 Coupé: Hatchback de tres puertas (es producido desde marzo de 2010 - su producción es limitada a una cuota reducida);
- VAZ-21708 Priora Premier: Versión del sedán con mayor separación entre ejes, unos 175 mm extra (producido en cantidades muy pequeñas desde el otoño del año 2008);

Para junio de 2011, La firma AvtoVAZ anunció que prontamente pondría al mercado una versión con un motor de más de 90 hp, y que reduciría su peso en un 39%, comparado con el motor básico de 98 hp de la serie. Este motor pronto será el de más durabilidad en la industria automotríz rusa, con modelos que ya bordean los 200,000 km de uso.
En agosto de 2011, una nueva versión llamada Lada Priora GNC fue anunciada al público. Su combustible sería de doble tipo, por un lado se alimentaría normalmente de gasolina y de gas natural comprimido (GNC). El tanque de gasolina podrá almacenar hasta 43 litros y los cuatro tanques de gas hasta 96 litros. Su rango de alcance con gasolina sería de hasta 580 km, y de 330 km con GNC.
En 2014, recibe ligeros retoques estéticos y un rediseño interior, para más tarde aumentar su potencia a 106 cv. En 2017, desaparecen todas las carrocerías y únicamente se mantiene el sedán 2170 con menor equipamiento hasta el cese de su fabricación en 2019.

## Equipamiento
La serie de modelos base del Lada Priora vienen con un equipamiento estándar de doble airbag y otros de tipo lateral y dirección eléctricamente asistida. Desde el mes de mayo de 2008, el Lada Priora se ofrce con un paquete de tipo lujoso («Lux»), que incorpora airbag para el pasajero, cinturones con pretensores en los asientos frontales, ABS y sensores de parqueo. En adición, algunos de los pack's añaden dispositivos estándar de aire acondicionado con regulador de clima, e incluso sistemas de audio integrados, aparte de dispositivos bluetooth de manos libres, asientos delanteros climatizados, luces frontales automáticas y sensores de lluvia. Por otra parte,  hay una variante con  caja de tipo automática, Sistema EBS electrónico pero sin la opción de airbags laterales.

## En los deportes de motor
El equipo LADA Sport participó en la última parte de la temporada del 2010 de turismos con un trío de Priora, habiendo iniciado la mencionada temporada con unos Lada 110.

## Galería de imágenes

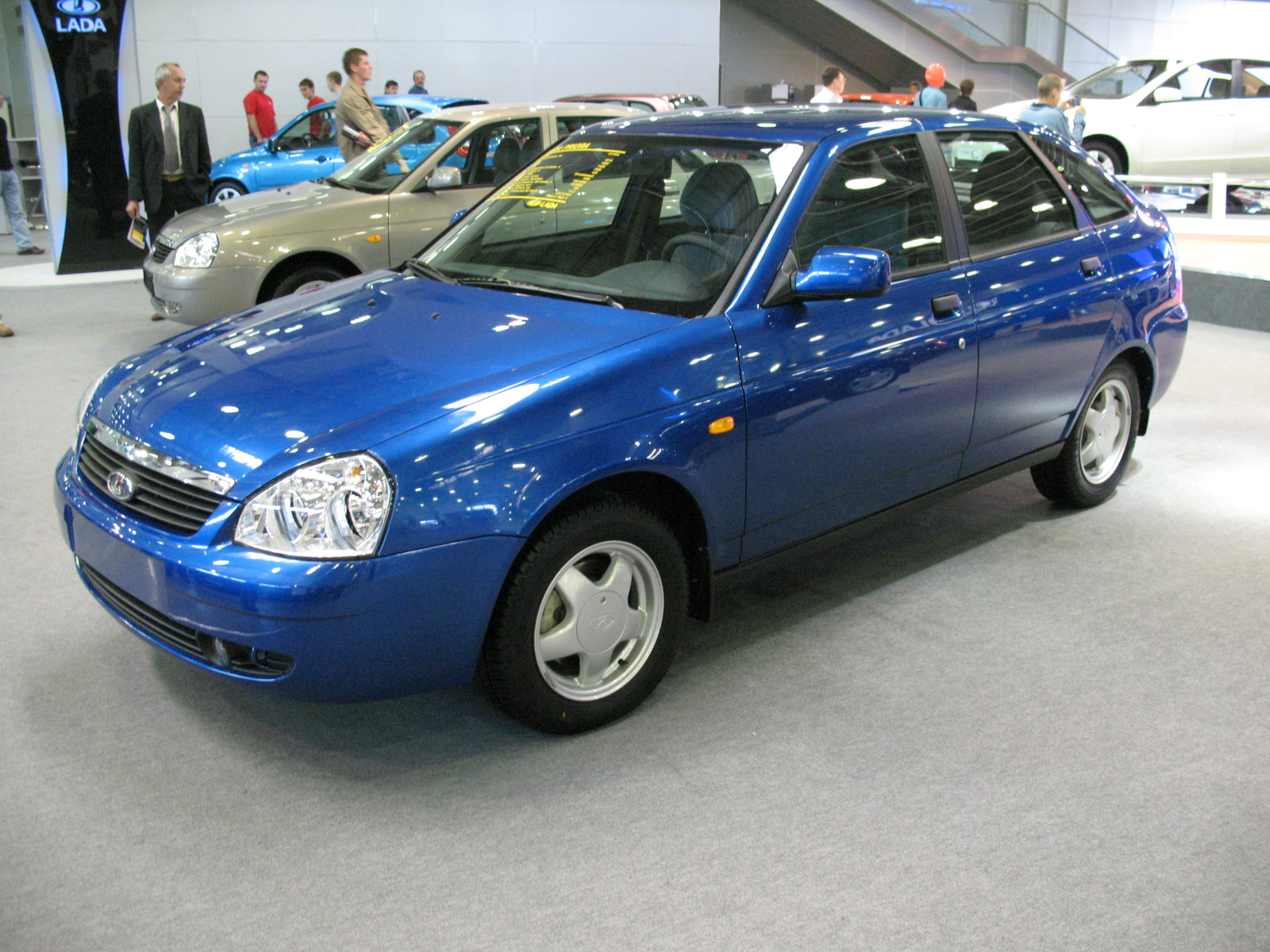
Lada Priora 2172 hatchback
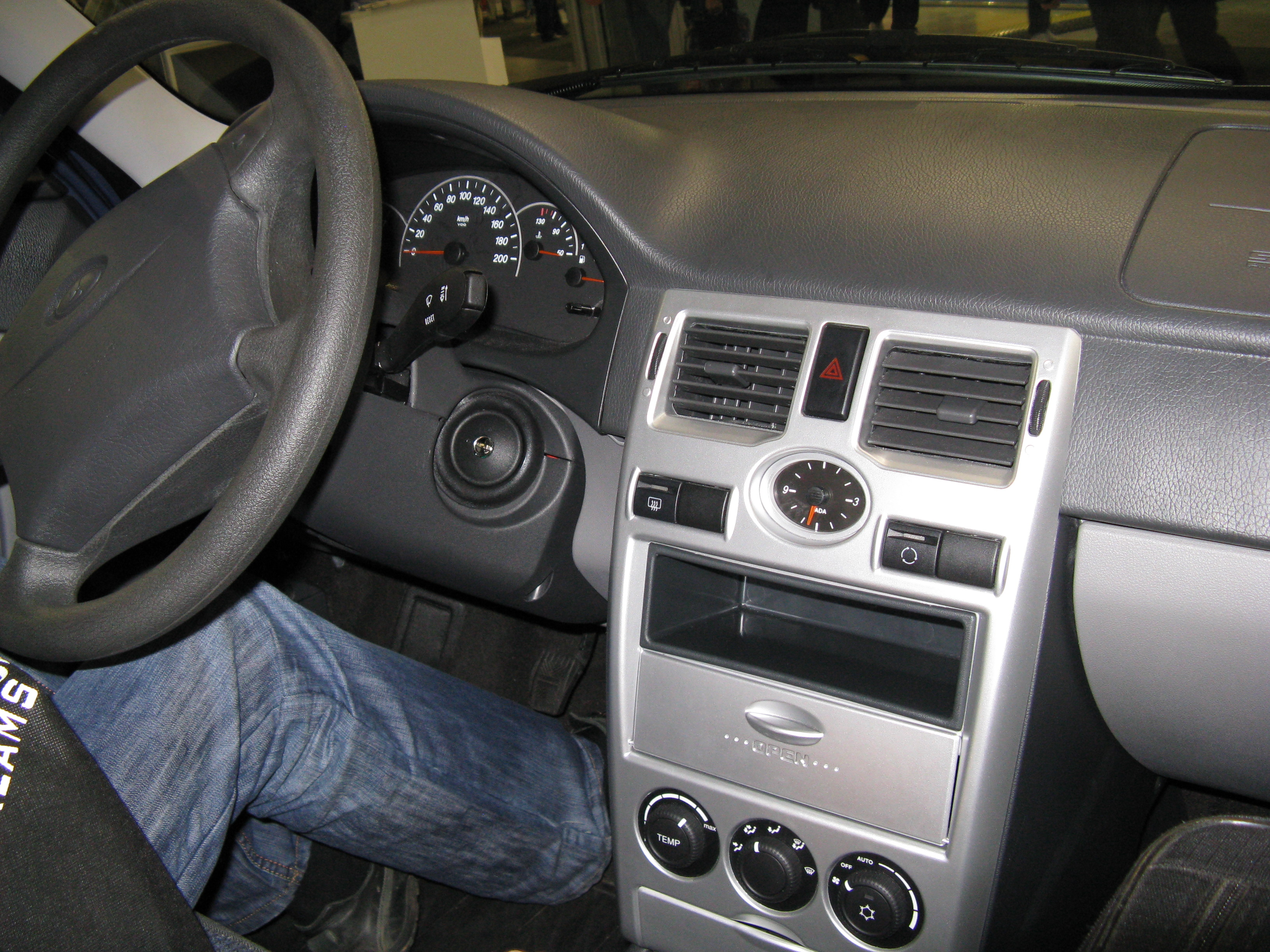
Interiores de un Lada Priora
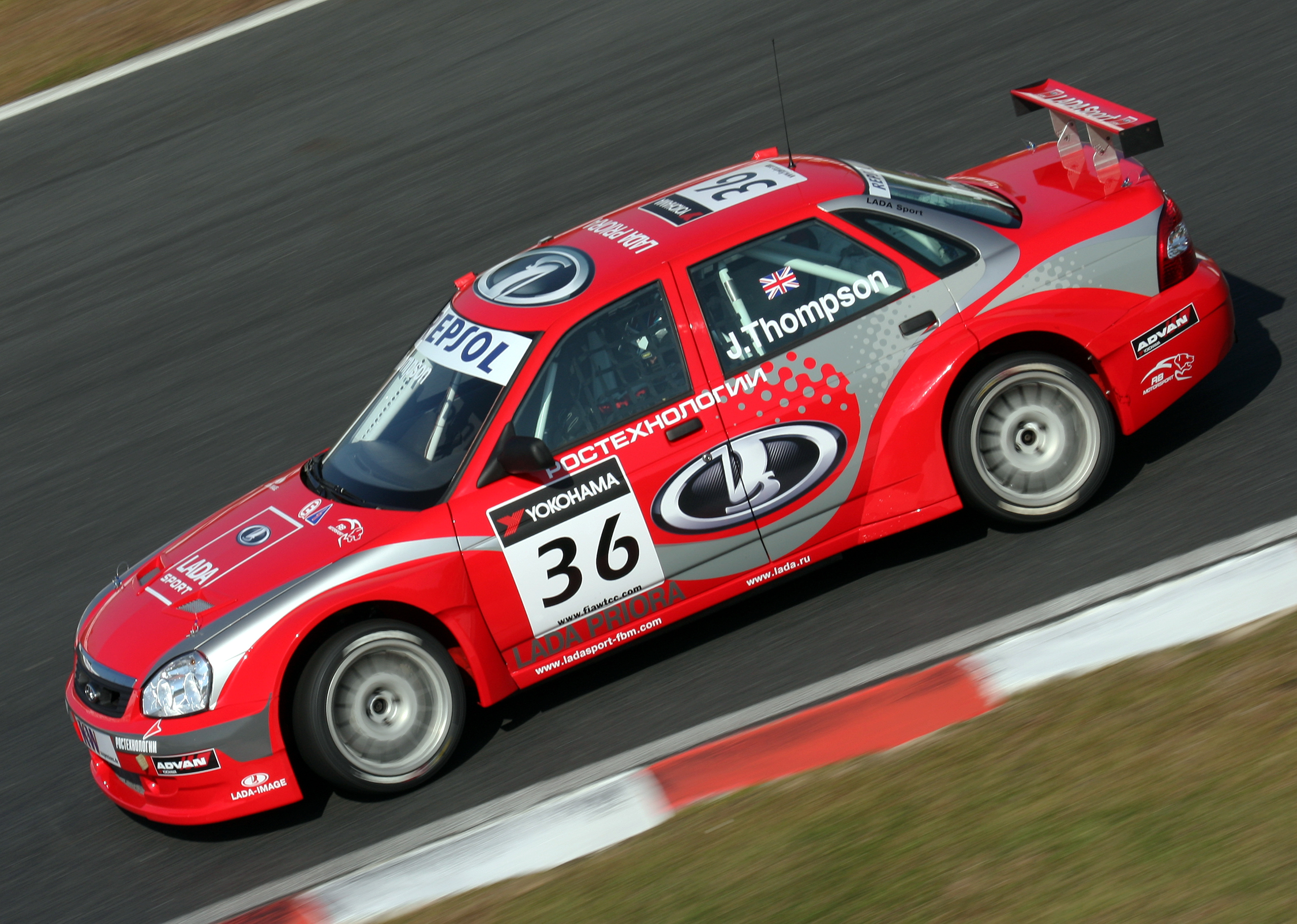
James Thompson conduciendo un Lada Sport Priora durante la temporada del año 2010